# Колоусте
Колоусте (лат. Cyclostomata — „округла уста”) група су кичмењака без вилице која обухвата рибе без чељусти. Сматрају се живим фосилима који су остали практично непромењени 500 милиона година.
Њихове заједничке особине, по којима се разликују од риба, су:
- немају крљушт
- немају парне екстремитете
- уместо кичме, имају хорду
- овална или округла уста која уз структуру за сисање имају и рожнате зубе

## Систематика
Деле се на две групе, од којих се ова друга појављује и у средњеевропским рекама:
- пакларе (Petromyzontida или Hyperoartia)
- слепуље (Myxinoida)

Обе групе имају уста без чељусти са рожнатим епидермалним структурама које функционишу као зуби и бранхијални лукови који су постављени изнутра умјесто споља као код риба без чељусти.